# György Kurtág
György Kurtág   (Lugoj, 19 de febrer de 1926) és un compositor hongarès.

## Biografia
Va estudiar música a l'Acadèmia Franz Liszt de Budapest profundament marcat per la figura del seu gran compatriota Béla Bartók. Allà va conèixer la seva dona, Márta, una pianista i també un altre jove compositor, György Ligeti. Els seus professors foren Sándor Veress i Ferenc Farkas, tot i que Kurtág va dir que havia sortit molt sec d'aquests cursos.
Els primers anys del règim comunista hongarès van estar marcats per un gran tancament amb les influències occidentals, especialment en l'àmbit musical. Kurtág compon molt poc, i sense estar satisfet amb la seva producció (més tard destruïda en gran part), sobretot perquè no se sent capaç d'enfrontar-se als grans models de Bartók i Anton Webern, que van impregnar-lo del seu estil.
El moment fonamental de la seva obra seran la beca que se li concedeix el 1957/1958. Va passar un any a París. Tot i això, no s'atreveix a presentar-s'hi davant Pierre Boulez, dominant l'escena contemporània, incapaç de presentar una obra que el satisfà. Es va reunir en aquesta ocasió amb Marianne Stein, psicòloga que allibera la seva capacitat creativa i l'anima a centrar-se en les formes curtes: la primera obra escrita en el seu retorn a Budapest és el Quartet de corda op. 1, dedicat a Marianne Stein - 15 minuts de durada i 6 moviments en els quals el silenci és fonamental.
Kurtág passa continua practicant a Budapest, primer com a tutor i després com a professor a l'Acadèmia de Música de Franz Liszt, on va tenir entre altres alumnes Valéria Szervánszky i Maros Éva. Ensenya piano i música de cambra, però no composició. La pedagogia té un paper vital en la seva vida. Des del 1974, també compon peces per a piano, incloent-hi els nou volums de Játékok ("Jocs"), originalment creat com a eina educativa per iniciar els nens al piano.
Mentrestant, la seva música continua sent molt poc coneguda tant a Hongria com a l'estranger. La creació el 1968 al curs d'estiu de Darmstadt —lloc alt de la creació contemporània de llavors— Les Dits de Peter Bornemisza per a violí i soprano passà totalment desapercebut en un festival dominat per la música electrònica. El moment decisiu per a Kurtág arribarà el 1981: Missatges de la difunta Miss Troussova, enviada al comitè de lectura de l'Ensemble intercontemporain, crida l'atenció de Pierre Boulez, sorprès per descobrir aquesta magnífica música d'un compositor de la seva generació el nom del qual encara no coneixia. Decideix programar-ne la creació, que és un triomf. Des de llavors, Kurtág s'ha convertit en un compositor de renom internacional, especialment des de la seva retirada de la docència el 1986: el Festival de Salzburg li ha dedicat sèries de concerts el 1993 i 2004; de 1993 a 1995, va ser compositor resident de l'Orquestra Filharmònica de Berlín i el seu director Claudio Abbado, per a qui va escriure una de les seves obres rares per a la gran orquestra Stele. La Ciutat de la Música a París i Konzerthaus Viena l'acull entre altres residències.
György Kurtág i la seva esposa Marta viuen actualment a la regió de Bordeus.
El 2011, el nou director del Festival de Salzburg, Alexander Pereira, va anunciar que havia encarregat una òpera basada en un text de Samuel Beckett (Endgame), que s'havia d'estrenar durant l'edició 2013 del festival. Com que la composició no es va completar a temps, l'òpera es va posposar. Finalment es va estrenar a La Scala de Milà el 2018.
Molts premis de prestigi, tant hongaresos com estrangers, l'han recompensat. El 2006, la Universitat de Louisville de Kentucky va atorgar a Kurtág el Grawemeyer Award in Music Composition per Concertante op. 42 per a violí, viola i orquestra.
Va ser elegit membre de l'Acadèmia de les Arts de Berlín el 1987.

## Estil musical

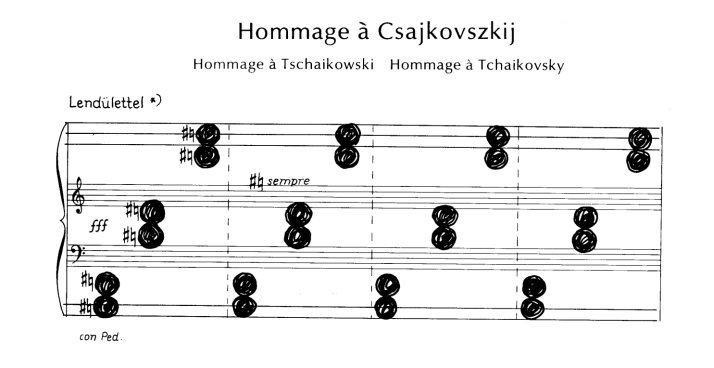
Homenatge a Tchaikovski (peça de Játékok)

Format al Conservatori de Budapest a l'ombra de Bártok, després d'emigrar als Estats Units, Kurtág sempre n'ha reconegut la considerable influència: un gust per les melodies populars hongareses i romaneses, així com per l'audiència del so.
Un altre comentari que fa sovint fa referència a l'obra del compositor Anton Webern, Kurtág afirma haver copiat després de la guerra de tot el treball que ha d'impregnar. La seva influència és significativa sobretot en l'extrema concentració dels mitjans musicals: les obres de Kurtág són, com les de Webern, sovint molt breus, aforístiques, malgrat grans cicles que de vegades poden alleujar aquesta característica. Però el compositor, probablement, també va retenir sentit Webern de color instrumental, "segells de la melodia."

## Kurtág i l'orquestra
A diferència de molts compositors contemporanis, Kurtág va ser un músic tardà per a gran orquestra, en part a causa que no té Hongria de suport institucional suficient per esperar a veure obres per a gran orquestra interpretades. Fins i tot en les seves obres més extenses, Kurtág no renuncia al seu estil de fragments i xiuxiuejos: si Stele o Quasi una fantasia amb moments de gran violència orquestral, els titulars de les imatges apocalíptiques, l'escriptura és sovint molt més explotat, la riquesa de les forces orquestrals per fer-los complir amb la infinita varietat de colors.

## Obres principals
- Quartet de corda a l'op. 1 (1959);
- Wind Quintet op. 2 (1959);
- Vuit peces per a piano, op. 3 (1960);
- Vuit duets per a violí i címbal (1960-1961);
- Els refranys de Peter Bornemisza, op. 7, concert per a soprano i piano (1963-1968);
- Jocs de piano (1973-1976);
- Quatre cançons sobre poemes de Janos Pilinszky, op. 11 (1975);
- Missatges de la desapareguda Miss RV Troussova, cantant de cambra per soprano i orquestra de cambra (1976-1980);
- Set cançons, op. 22, per soprano i címbal (1981);
- Fragments de Kafka, op. 24, per a soprano i violí (1985-1986);
- Tres epígrafs, op. 25;
- Requiem per a un amic, op. 26;
- ... gairebé una fantasia..., op. 27 núm. 1, per a piano i conjunt (grups instrumentals distribuïts a l'espai), 1988 (obra dedicada al pianista Zoltán Kocsis);
- Grabstein für Stephan, op. 15c, per a guitarra i grup instrumental (1989);
- Concert doble per a piano i violoncel, op. 27, núm. 2 (1990);
- Quina és la paraula? en un text de Samuel Beckett, op. 30, per a conjunt vocal i instrumental (1991);
- Stele, op. 33, per a orquestra gran (1994), encarregat per l'Orquestra Filharmònica de Berlín, creada per Claudio Abbado;
- ...concertante..., op. 42, per a violí, viola i orquestra (2003);
- Requiem de la reconciliació (Epíleg) (1995).

## Pel·lícules sobre György Kurtág
- L'homme allumette. György Kurtág, documental de Judit Kele (1996).
- Kurtág - Fragments – First of Three Parts (2008), pel·lícula documental d'Edna Politi centrada en G. Kurtág, compositora i professora.

## Premis
- Premi Sibelius de Wihuri, 2012.